# Haloti Ngata
Etuini Haloti Ngata (geboren am 21. Januar 1984 in Inglewood, Kalifornien) ist ein ehemaliger US-amerikanischer American-Football-Spieler auf der Position des Defensive Tackles, der zuletzt für die Philadelphia Eagles aktiv war. Er spielte College Football für die University of Oregon und wurde zum All-American gewählt. Im NFL Draft 2006 wählten ihn die Baltimore Ravens in der ersten Runde aus. Er spielte für sie neun Jahre lang in der National Football League (NFL), gewann in dieser Zeit den Super Bowl XLVII und wurde fünfmal in den Pro Bowl gewählt. Er stand zwischen 2015 und 2017 bei den Detroit Lions unter Vertrag, bevor er 2018 zu den Philadelphia Eagles wechselte. Am 18. März 2019 gab er bekannt, dass er seine aktive Karriere beendet.

## Frühe Jahre
Ngata wurde als Sohn tongaischer Einwanderer in Inglewood, Kalifornien geboren. Er besuchte die Highland High School in Salt Lake City, Utah, wo er drei Jahre lang Stammspieler in der Defensive Line war. Als Senior gelangen ihm mehr als 100 Tackles und 30 Sacks, und er wurde 2001 zum Utah Gatorade Player of the Year ernannt. Rivals.com bewertete ihn als Fünfsternetalent, zweitbesten Nachwuchsspieler der Vereinigten Staaten nach Vince Young und besten Verteidiger seines Jahrgangs. Er bekam eine Vielzahl an Stipendienangeboten und entschied sich schließlich für die University of Oregon.
2003 riss er sich das rechte vordere Kreuzband und fiel für den Rest der Saison für die Oregon Ducks aus, aber in den nächsten beiden Spielzeiten wurde er einer der besten Spieler im College Football. 2004 und 2005 gelangen ihm 107 Tackles, 17,5 Tackles für Yardsverlust und 6,5 Sacks und er wurde als Junior zum Pac-10 Defensive Player of the Year gewählt. Zusätzlich ernannte man ihn zum All-American, was ihm als erster Spieler der Oregon Ducks seit 43 Jahren gelang. Zudem war er ein guter Spieler der Special Teams und er blockte in drei Jahren sieben Kicks. Er entschied sich 2006, auf ein weiteres mögliches Jahr am College zu verzichten, und meldete sich für den NFL Draft an.

## NFL

### Baltimore Ravens

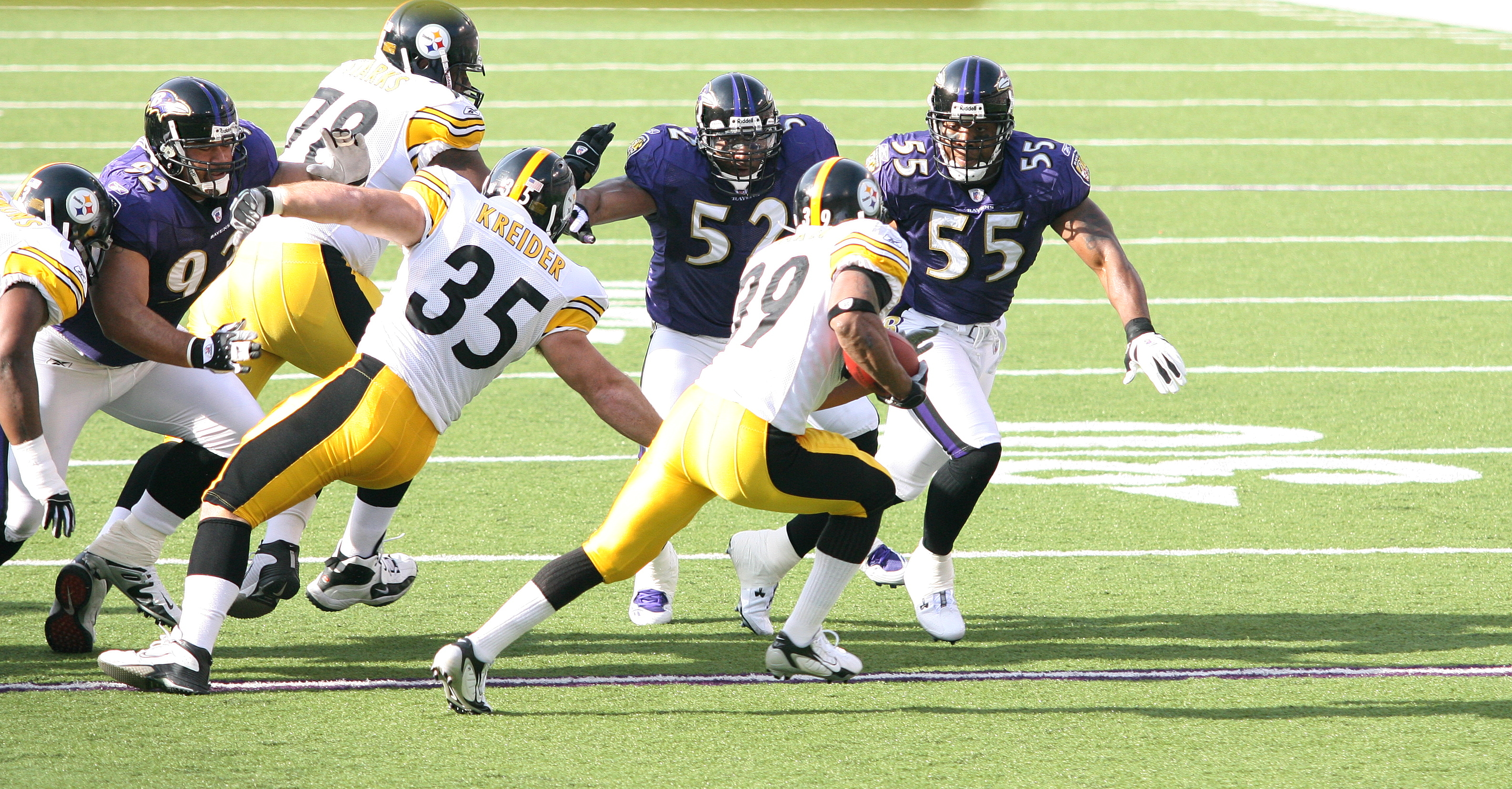
V. l. n. r. Ngata (#92), Ray Lewis (#52) und Terrell Suggs (#55) versuchen, Pittsburgh Steelers Runningback Willie Parker (#39) zu tackeln (2006)

Ngata wurde als zwölfter Spieler des Drafts 2006 von den Baltimore Ravens ausgewählt. Somit verwendeten die Ravens zum ersten Mal ihrer Franchisegeschichte einen Erstrunden-Pick für einen Defensive-Lineman. Am 28. Juli 2006 unterschrieb er einen Fünfjahresvertrag über 14 Millionen US-Dollar. Als Rookie war er Stammspieler in allen 16 Spielen, und ihm gelangen 31 Tackles, ein Sack und eine Interception. Im nächsten Jahr gelangen ihm 63 Tackles und drei Sacks. Er entwickelte sich zu einem der dominantesten Defensive-Tackles der NFL und wurde von 2009 bis 2013 durchgängig in den Pro Bowl gewählt. Zu Beginn der Saison 2011 unterschrieb er einen neuen Fünfjahresvertrag über 61 Millionen Dollar. Im Spiel gegen die St. Louis Rams am dritten Spieltag der Spielzeit 2011 gelang seinem Mitspieler Ray Lewis ein Sack gegen Sam Bradford, der den Ball fumblete, und Ngata erzielte nach Aufnahme des Balls anschließend seinen ersten NFL-Touchdown. Er stellte in dieser Saison persönliche Bestwerte in Tackles (64) auf und verbuchte zusätzlich 5 Sacks, 2 erzwungene Fumbles und 5 verteidigte Pässe. 2012 trug er mit 13 Tackles in den Play-offs zum Super-Bowl-XLVII-Triumph der Ravens über die San Francisco 49ers bei. 2013 kam er meist als Nose Tackle zum Einsatz. Am 4. Dezember 2014 wurde Ngata für vier Spiele gesperrt, nachdem er leistungssteigernde Substanzen eingenommen haben soll.

### Detroit Lions
Am 10. März 2015 tradeten die Ravens Ngata für einen Viert- und Fünftrundenpick an die Detroit Lions, welche Ersatz für den zu den Miami Dolphins gewechselten Ndamukong Suh benötigten. Eine Spielzeit später unterschrieb er einen neuen Zweijahresvertrag über 12 Millionen Dollar.

### Philadelphia Eagles
Vor Beginn der Saison 2018 verpflichteten die Philadelphia Eagles Ngata.

### Karriereende
Zu seinem Geburtstag am 18. März 2019 gab Ngata seinen Abschied von der NFL durch einen Instagram-Post bekannt, der ihn auf dem Gipfel des Kilimandscharo und dem Banner „I'm retiring from the NFL on top“ zeigte (zu deutsch etwa: Auf dem Höhepunkt ziehe ich mich von der NFL zurück.).